# Allocosa plumipes
Allocosa plumipes este o specie de păianjeni din genul Allocosa, familia Lycosidae, descrisă de Roewer, 1959.
Este endemică în Tanzania. Conform Catalogue of Life specia Allocosa plumipes nu are subspecii cunoscute.